# Cl-НІВО
2-аміно-3-(4-хлоро-3-гідроксі-5-ізоксазоліл)пропіонова кислота (2-Amino-3-(4-chloro-3-hydroxy-5-isoxazolyl)propionic acid, Cl-HIBO) — агоніст АМРА-рецептора, який викликає його швидку та потужну десенситизацію. Характеризується високою селективністю при взаємодії з різними типами субодиниць рецептора: значення ЕС50 для субодиниць GluR1, 2, 3, та 4 становлять 4.7, 1.7, 2700 та 1300 μМ відповідно.